# Heimo Pfeifenberger
Heimo Pfeifenberger est un footballeur autrichien né le 29 décembre 1966 à Zederhaus, qui évoluait au poste d'attaquant au SV Austria Salzbourg et en équipe d'Autriche.
Pfeifenberger a marqué neuf buts lors de ses quarante sélections avec l'équipe d'Autriche entre 1989 et 1998.

## Carrière de joueur
- 1987-1988 : SV Austria Salzbourg
- 1988-1992 : Rapid Vienne
- 1992-1996 : SV Austria Salzbourg
- 1996-1998 : Werder Brême
- 1998-oct.2004 : SV Austria Salzbourg

## Palmarès

### En équipe nationale
- 40 sélections et 9 buts avec l'équipe d'Autriche entre 1989 et 1998.

### Avec l'Austria Salzbourg
- Finaliste de la Coupe de l'UEFA en 1994.
- Vainqueur du Championnat d'Autriche de football en 1994 et 1995.

## Carrière d'entraineur
- 2007-déc. 2008 :  SV Grödig
- avr. 2010-2012 :  SV Grödig
- 2012-nov. 2014 :  SC Wiener Neustadt
- nov. 2015-mars 2018 :  Wolfsberger AC
- depuis jan. 2020- :  FK Sūduva Marijampolė[1],[2]